# 萬發祥
萬發祥（17世紀—1646年11月8日），名養正，字發祥，以字行，號瑞門，江西臨江府新喻縣人，明朝、南明政治人物。

## 生平
萬發祥在十六歲時成縣學生，博學而才高，有籌劃國事的志氣，父母去世後服闋才參加科考，得督學侯峒曾置於前列；崇禎十二年（1639年）在馬世奇主考的江西鄉試中舉人，同考官萬載知縣唐昌齡評其策論中有「忠肝義膽，可覘他日立朝」的句子。次年（1640年）會試僅中副榜，回鄉後條議解除馬糧、折布等弊政，又讓產給兄弟、建宗祠奉先祖先，事關名教都會發憤抗言；到十六年（1643年）再次參加會試得吏科都給事中吳麟徵提拔，殿試成二甲進士，館選時由左都御史李邦華揀為庶吉士第五人，旋授翰林院編修。
甲申之變後，萬發祥發誓殉死，但服毒數次也不死，絕食數日又不死，得知馬世奇和吳麟徵殉難就前往哭喪，被大順軍隊抓獲；大順朝廷打算授官給他，他堅持不接受，牛金星發怒綑夾他，暈倒復甦後再押赴西市，他也不為所動。不久清兵攻至，他就往南方逃走投靠編修楊廷麟，每天素衣向北哭，哭到淚盡而劉血；廣信舉人劉日杲抱負忠憤，二人對哭，日杲為其寫下《貞女歌》。隆武帝於福州即位，楊廷麟與萬元吉奉命守衛贛州，萬發祥兼任兵科給事中從守，清軍包圍圍急，楊廷麟守大南門，他則守小南門。十月三日城將破，他依然穿著甲胄督戰，到天光時遭清軍擒獲，不屈身中三刀而死。其弟萬衍祥輯錄遺文，入崇祀鄉賢及忠孝祠，乾隆四十一年（1776年）賜諡烈愍。

## 引用
1. 1 2  錢海岳《南明史·卷四十五·列傳第二十一》：萬發祥，字瑞門，新喻人。崇禎十六年進士，改庶吉士。孝友，積學力行。北京亡，絕粒不死，南歸。隆武時，遷兵科給事中，兼編修。守忠誠小南門，城陷死。
2. ↑  同治《新喻縣志·卷八·選舉》：崇禎十二年己卯鄉試 萬發祥 見進士
3. ↑  同治《新喻縣志·卷十一·忠義》：萬發祥，名養正，以字行，年居三子，世居城北通瑞門，故號瑞門。十六歲補邑諸生，博學才高，慨然有經綸天下意，親沒哀毀骨立，服闋應科試，督學侯公峒曾拔置高等；宮諭馬公世奇崇禎己卯典試江右獲雋，同考官萬載令唐昌齡評其策，有「忠肝義膽，可覘他日立朝」之語。會試乙榜，邑中夫馬糧、解折布諸大弊皆條議滌除，於兄弟貲產讓美就惡，嘗建宗祠以奉先睦族，一遵古法，人有善必獎掖之，有犯不校也，至事關名教則發憤抗言。癸未會試，為掌科吳公麟徵所得，殿試二甲第十人，時復行館選，吉水李公邦華舉就試，改庶吉士第五人，旋授編修。甲申之變，誓以死殉，數仰藥不死，絕粒數日又不死，已聞馬吳二公死難，往哭之被獲，賊欲授以官不屈觸，賊牛金星怒綑夾者，再死而復甦，又押赴西市，二次不為動。俄大兵至闖潰，閒道南歸入郡詣編修楊廷麟，素衣冠北向哭，淚盡繼以血；廣信舉人劉日杲素懷忠憤，發祥對之必哭，日杲為作《貞女歌》。已而唐藩建號福州，楊與萬公元吉同奉命視師南贛，發祥兼兵科給事中從守贛，及圍急，楊守大南門，發祥守小南門。丙戌十月三日城將破，猶躬擐甲胄督將校戰城上，矢渠氊笠不少却，天明被執不屈，身加三刃而殞 按舊志誤云縊死，考《明史》楊廷麟傳末云被戮，家傳及《平園雜著》皆云身加三刃，今從之。。弟衍祥輯其遺文，崇祀鄉賢及忠孝祠，乾隆四十一年賜諡烈愍。